# Met-Rx
Мет-Rx  — американский бренд пищевых добавок, изначально выпускавшихся калифорнийской компанией Met-Rx, Inc., учреждённой Скоттом Коннели (англ. Scott Connelly). Положил начало новой категории спортивного питания, известной как «заменители пищи». В конце 1990-х годов продукт был вовлечён в скандал, вызванный подозрениями в причинении дефицита мужского полового гормона.

## Компания
Скотт Коннелли, анестезиолог по профессии, изначально разрабатывал препарат для предотвращения потери мышечной массы у тяжелобольных.  При помощи известного тренера по культуризму Билла Филлипса препарат был выведен на рынок как спортивное питание. Через некоторое время годовой объём продаж препарата превысил 100 млн долларов. В 2000 году Коннелли продал свою долю в компании за 108 млн долларов. В настоящее время бренд Mет-RX принадлежит корпорации NBTY.

## Препараты

### MET-Rx
В качестве заменителя пищи, препарат поступал в двух упаковках — MET-Rx «base» и MET-Rx «plus». По инструкции полагалось на одну порцию растворить в воде или молоке две ложки препарата «plus» и одну ложку «base». Позднее препарат выпускался в виде готовой смеси «plus» и «base», при этом из формулы был удалён мицеллярный казеин. Таким образом, смесь METAMYOSYN  больше не используется в продуктах MET-Rx, что и позволило исключить из формулы мицеллярный казеин.
Заменители пищи и протеиновые порошки компании MET-Rx содержат запатентованную смесь METAMYOSYN, в состав которой входит множество ингредиентов, таких как сывороточный протеин, казеинат кальция, яичный альбумин и изолят молочного протеина в сочетании с мальтодекстрином, витаминов, минералов и добавками аминокислот.
Национальный совет против медицинского мошенничества провёл расследование в отношении Met-RX и пришёл к выводу, что заявленные в рекламе свойства препарата были основаны не на научных исследованиях, а на отзывах знаменитостей.

## Маркетинг
Для продвижения Мет-RX используется широкий спектр телевизионных программ, таких, как соревнования «World’s Strongest Man». В 2004 году компания заявила об одобрении своих продуктов спортсменами, входящими в список «50 ведущих атлетов».
Компания MET-Rx спонсирует десятки спортсменов, культуристов и знаменитостей, а также является генеральным спонсором состязаний «World’s Strongest Man».
В ранних интервью и рекламных материалах Коннелли сообщал, что он выпускник Гарвардской медицинской школы 1973 года, и утверждал, что с 1979 по 1986 годы он преподавал на медицинском факультете Стэнфорда. Однако, как выяснилось, в Гарварде Конелли находился лишь в 1973—1974 учебных годах в качестве выпускника-стажёра. Он получил степень доктора медицины по анестезиологии в Бостонском университете в 1978 году, а в 1981 году проходил годичную стажировку в Стэнфорде. Он работал в неоплачиваемой должности клинического инструктора и никогда не состоял в штате преподавателей Стэнфорда.